# The Strand Magazine
The Strand Magazine est un mensuel illustré anglais publié de janvier 1891 à mars 1950, en ce qui concerne la première série. Y furent éditées à partir de juillet 1891 les célèbres aventures de Sherlock Holmes d'Arthur Conan Doyle, qui le rendirent très populaire. La version américaine commence à paraître dès 1891. 
Depuis décembre 1998, existe une édition trimestrielle de The Strand disponible en deux versions, papier et électronique.

## Historique
The Strand Magazine, sous-titré an Illustrated Mounthly, est un magazine illustré anglais publié à Londres à un rythme mensuel, contenant des feuilletons et des nouvelles romanesques, ainsi que des articles de presse généralistes (enquêtes, études, portraits d'actualité) et des casse-têtes inventés par Henry Dudeney. Fondé par le groupe éditorial britannique dirigé par George Newnes, il fut publié de janvier 1891 à mars 1950, totalisant 711 numéros. 
Newnes lança dès février 1891 une édition américaine (vendue 10 cents), puis des suppléments, comme The Strand Musical Magazine. L'édition américaine contenait au départ les mêmes articles et peu ou prou la même couverture, puis, à partir de 1899, le contenu devint local, et le design des couvertures changea tous les mois, généralement un dessin en couleurs représentant une femme : c'est le public féminin qui fut ciblé.
Ce support est appelé dans le langage courant « Strand Magazine » ou simplement « Strand ».

## L'ancêtre britannique des magazines
Historiquement, la première livraison du Strand fut en fait distribuée pour Noël 1890, atteignant d'emblée 300 000 exemplaires. Le tirage ne fit que croître jusqu'à culminer à 500 000 exemplaires jusqu'au début des années 1930. 
Le prix de vente fut dès le départ de 1 shilling (1,25 francs) et ne varia pas. Le dessin de couverture, qui devint mythique, fut commandé par Newnes à l'artiste anglais George Charles Haité (en) : il représentait un coin de rue, Burleigh Street, premier siège social du magazine, et The Strand, avec une vue en perspective de l'église St Mary-le-Strand. Puis, en 1894, Haité changea le nom de la rue en Southampton Street (aux n° 8 à 11, croisant Exeter Street), l'adresse du nouveau siège. C'est pendant la Première Guerre mondiale que la couverture commence à être imprimée en couleurs, toujours selon le même motif, avec des annonces publicitaires habilement placées dans le dessin, au milieu des titres. Après 1920, le design évolue et tend à ressembler aux couvertures américaines.
C'est entre autres la publication des aventures et enquêtes du détective Sherlock Holmes, signées Arthur Conan Doyle, une collaboration entamée en juillet 1891, qui lui fit connaître un véritable succès, notamment en termes d'abonnements. Son format illustré, contenant plus d'images que de pages, et un nombre important de photographies reproduites en similigravure, le fit entrer dans l'histoire mondiale de la presse en tant que précurseur d'un format, le magazine illustré pour tous. Son influence fut déterminante sur l'évolution de la presse grand public, notamment en France avec Je sais tout, qui adopta le même format, et bien entendu aux États-Unis.
Son rédacteur en chef, de 1891 à 1930, fut Herberth Greenhough Smith, et le correspondant de guerre Douglas Edward Macdonald Hastings fut le dernier responsable de la rédaction.

### Les feuilletons illustrés, clefs du succès

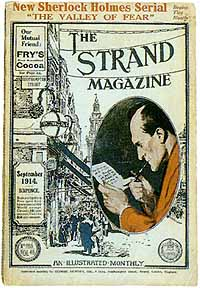
Couverture annonçant le lancement de la publication en feuilleton du roman La Vallée de la peur, septembre 1914.

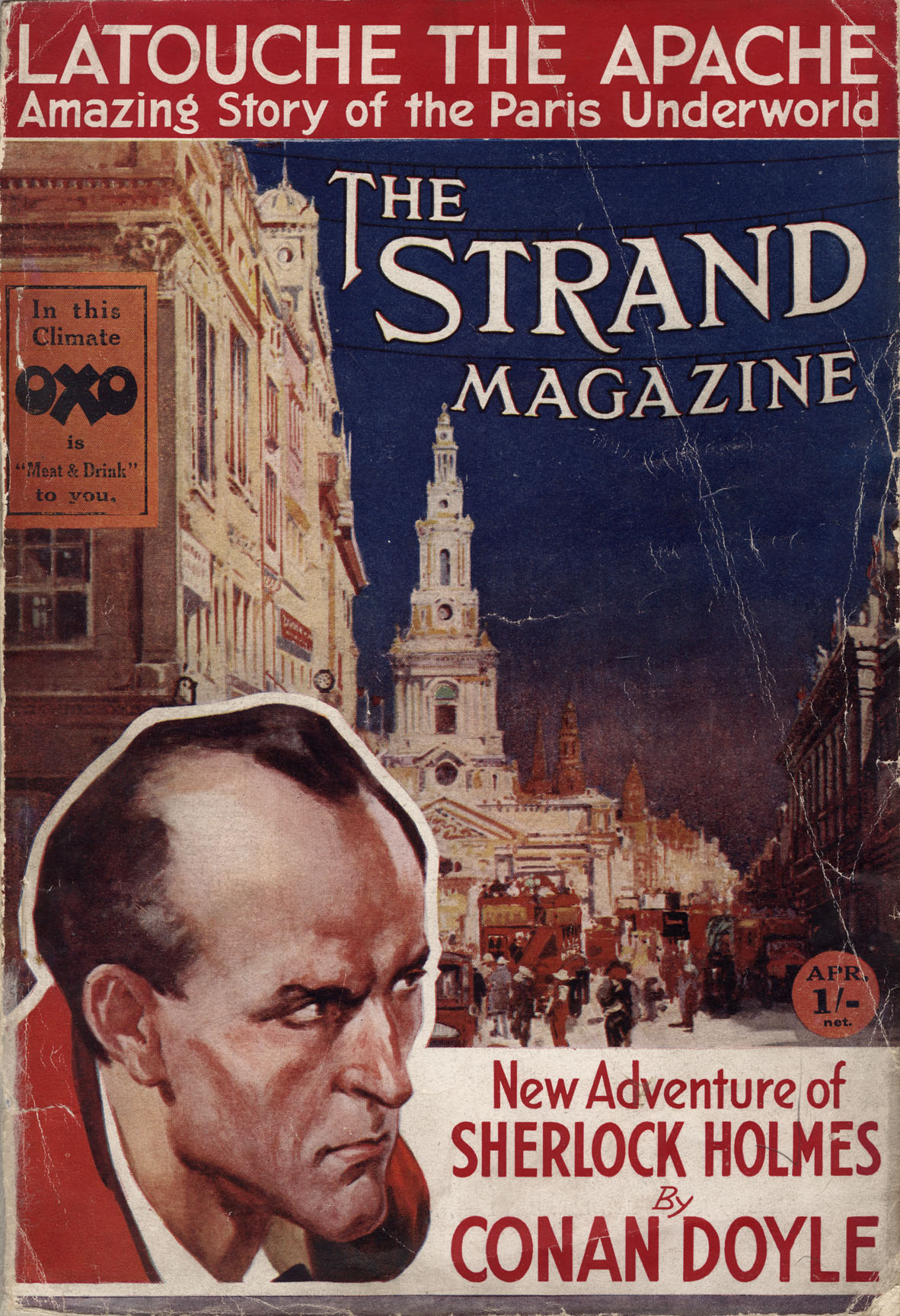
Couverture d'avril 1927 annonçant de nouvelles aventures de Sherlock Holmes et l'histoire de Latouche, apache des bas-fonds de Paris.

Les enquêtes de Sherlock Holmes avec des illustrations de Sidney Edward Paget y furent publiées en feuilletons, Conan Doyle choisissant un format qui n'excède pas une vingtaine de pages pour correspondre à un trajet en train pour rejoindre la grande banlieue. Avec Le Chien des Baskerville, roman publié en feuilletons à partir du mois d'août 1901 — qui marquait le retour de Sherlock Holmes après sa disparition dans les chutes du Reichenbach — les ventes battirent tous les records. Les lecteurs firent la file devant les points de vente pour s'arracher les exemplaires.
Les aventures de A.J. Raffles — le « gentleman burglar » (le gentleman cambrioleur) équivalent  britannique du futur Arsène Lupin de Maurice Leblanc — y furent également publiées dès les années 1890. Parmi les nombreux auteurs qui alimentèrent ses pages figurent Rudyard Kipling, H. G. Wells, Georges Simenon (des traductions), Edgar Wallace  et Agatha Christie. La Reine Victoria, qui fut l'élève du peintre paysagiste William Leighton Leitch, autorisa même la publication d'un dessin de l'un de ses enfants, et le jeune Winston Churchill figurèrent parmi les contributeurs.
En dehors des récits d'aventures en tous genres (policier, romanesque, anticipation), l'autre spécialité du Strand Magazine étaient les casse-têtes et jeux cérébraux (il figure d'ailleurs comme un des premiers diffuseurs de ceux-ci) dans sa rubrique « Perplexities » sous la plume de Henry Dudeney, un des grands créateurs dans ce domaine.
Après le passage à un format « poche » qui ne le rendit que plus populaire, la chute des ventes consécutive aux temps difficiles qui suivirent la Seconde Guerre mondiale au Royaume-Uni et l'arrivée des pulps américains moins chers finirent par condamner le vénérable magazine à disparaître, faute de lecteurs.
Un nouveau Strand fait son apparition en 1998, publiant notamment des nouvelles de Ray Bradbury, Shirley Jackson et les enquêtes de l'inspecteur Morse de Colin Dexter.

## Autres œuvres de Arthur Conan Doyle dans leStrand

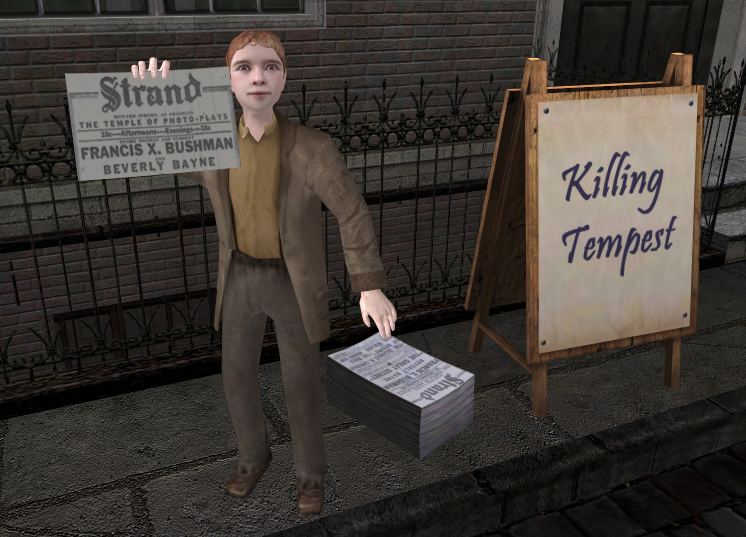
En clin d'œil aux aventures de Sherlock Holmes publiées dans le Strand Magazine, le créateur de jeux vidéo Frogwares a placé dans son jeu Sherlock Holmes : La Nuit des sacrifiés (sorti en 2006) un jeune garçon vendant à Holmes un exemplaire du Strand.

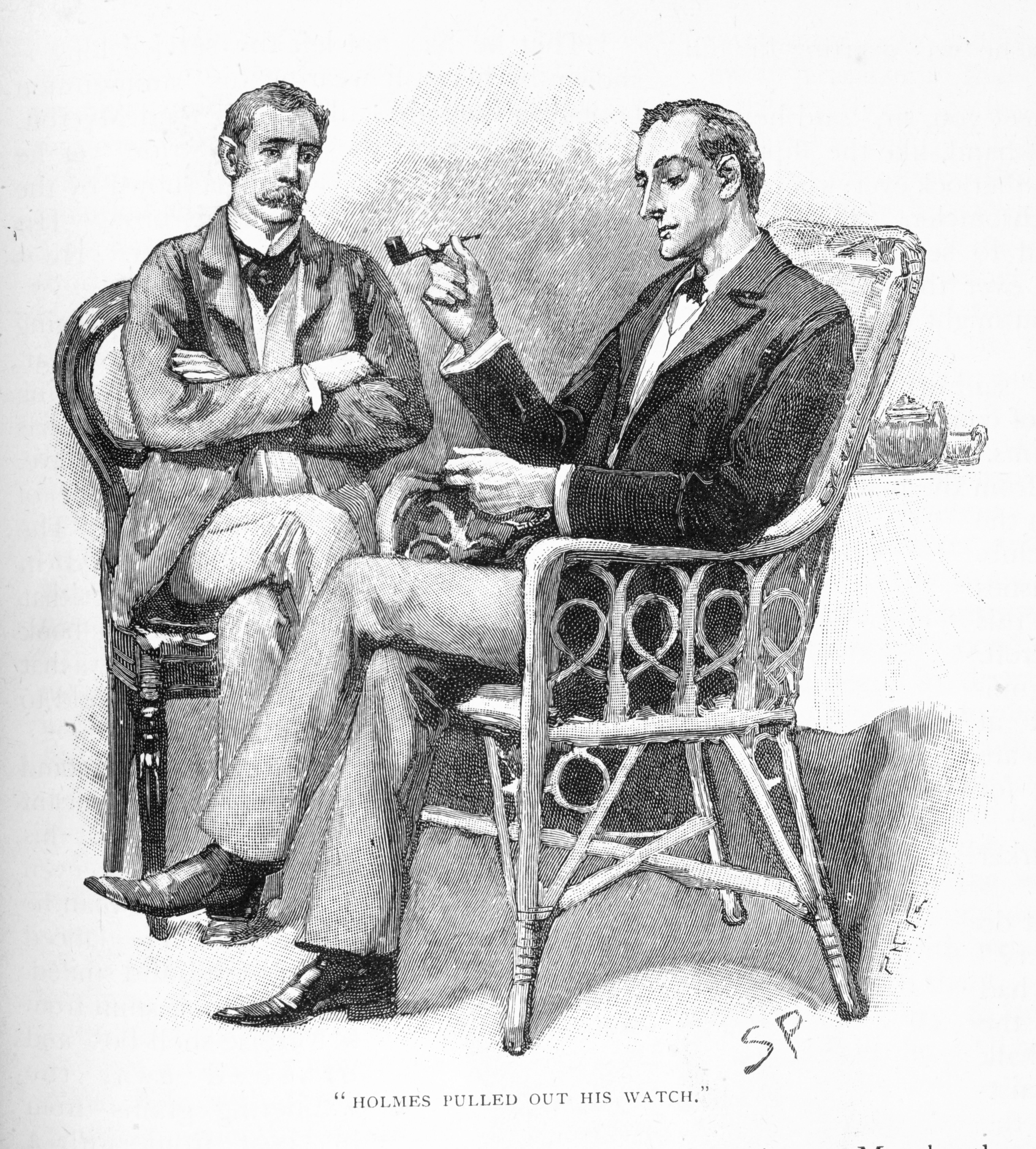
Sherlock Holmes (à droite) et le docteur Watson (à gauche), illustration de Sidney Paget pour la nouvelle L'Interprète grec.

Les enquêtes de son célèbre détective ne sont pas les seules œuvres que Arthur Conan Doyle fit paraître dans les pages du Strand. Il y publia en effet aussi des feuilletons historiques (dont le très napoléonien  Brigadier Gerard) et surtout les aventures du Professor Challenger.
- 12/1894 » How Brigadier Gerard Won his Medal
- 07/1895 » How the Brigadier Came to the Castle of Gloom
- 01/1897 » Life on a Greenland Whaler. A Record of Personal Adventures in Arctic Seas
- 07/1898 » The Man with the Watches
- 08/1898 » The Lost Special
- 10/1998 » The  Black Doctor, série Round the Fire
- 11/1898 » The Story of the Club-Footed Grocer id.
- 12/1898 » The Story of the Brazilian Cat id.
- 02/1899 » The Professor Had a Key (nouvelle parue sous le titre The Jew’s Breastplate dans le recueil de la série dd 1908)
- 04/1899 » The Story of the Latin Tutor id.
- 05/1899 » The Story of the Brown Hand id.
- 10/1899 » The Croxley Master (→ déc. 1899 )
- 04/1912 » The Lost World (→ nov. 1912 ) série des aventures du Prof. Challenger
- 03/1913 » The Poison Belt (→ juil. 1913 ) id.
- 09/1913 » How It Happened
- 11/1913 » The Horror of the Heights
- 12/1920 » Fairies Photographed (reportage sur fameuses fées de Cottingley.
- 12/1921 » The Nightmare Room

## Les autres grands auteurs publiés dans leStrand

### Herbert George Wells
- avril 1904 : The Country of the Blind

### Joseph Conrad
- octobre 1917 : The Tale (L'Histoire)

### Agatha Christie
- janvier 1932 (no 493) : The Mystery of the Baghdad Chest (Le Mystère du bahut de Bagdad), première mouture de ce qui deviendra ultérieurement la nouvelle The Mystery of the Spanish Chest (Le Mystère du bahut espagnol)
- juillet 1932 (no 499) : The Second Gong (Le Second Coup de gong), première mouture de ce qui deviendra ultérieurement la nouvelle Dead Man's Mirror (Le Miroir du mort)
- août 1935 (no 536) : How does your Garden Grow? (Comment poussent vos fleurs ?)
- novembre 1935 (no 539) : Problem at Pollensa Bay
- décembre 1935 (no 540) : Poirot and the Crime in Cabin 66, ultérieurement titré Problem at Sea (Énigme en mer)
- mai 1936 (no 545) : Poirot and the Triangle at Rhodes, ultérieurement titré Triangle at Rhodes (Trio à Rhodes)
- juillet 1937 (no 559) : The Yellow Iris (L'Iris jaune), première mouture de ce qui deviendra ultérieurement le roman Sparkling Cyanide (Meurtre au champagne)